# Nguyễn Văn Nên

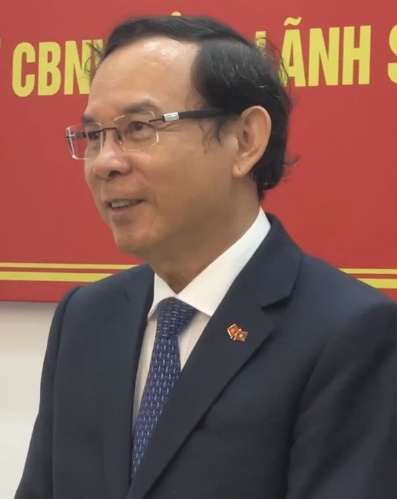
Nguyễn Văn Nên (29. Mai 2022)

Nguyễn Văn Nên (* 14. Juli 1957 in Gò Dầu, Tây Ninh, Südvietnam) ist ein Politiker der Kommunistischen Partei Vietnams KPV (Đảng Cộng sản Việt Nam) in der Sozialistischen Republik Vietnam, der unter anderem seit 2020 Sekretär des Parteikomitees von Ho-Chi-Minh-Stadt und seit 2021 auch Mitglied des Politbüros des Zentralkomitees (ZK) der KPV ist.

## Leben
Nguyễn Văn Nên trat im April 1975 als Kriminalbeamter in die Polizei (Công an Nhân dân Việt Nam) ein und war bis September 1985 Leiter der Kriminalpolizei in seinem Geburtsbezirk Gò Dầu in der Provinz Tây Ninh. Er absolvierte in dieser Zeit ein Studium der Rechtswissenschaften, welches er mit einem Bachelor of Laws (LL.B.) beendete. Am 29. Dezember 1979 wurde er Mitglied der KPV, nachdem er zuvor seit dem 29. Dezember 1978 Aufnahmekandidat war. Nachdem er zwischen Oktober 1985 und Dezember 1987 zunächst Vize-Polizeichef sowie von Januar 1988 bis Februar 1989 kommissarischer Polizeichef war, fungierte er zwischen März 1989 und Dezember 1991 als Chef der Polizeibehörde des Bezirks Gò Dầu. Zugleich war er von Oktober 1985 bis Dezember 1987 Mitglied des Parteikomitees dieses Bezirks und Sekretär der Parteiorganisation in der Polizeibehörde sowie von März 1989 bis Dezember 1991 als Ständiges Mitglied des Parteikomitees des Bezirks Gò Dầu. Im Anschluss war er von Januar 1992 bis August 1999 Vorsitzender des Volksrates des Bezirks Gò Dầu sowie zugleich zwischen Januar 1992 und April 1996 zunächst Ständiger Stellvertretender Sekretär und im Anschluss von April 1996 bis August 1999 Sekretär des Parteikomitees dieses Bezirks. Des Weiteren war er zwischen April 1996 und Januar 2001 erst Mitglied und daraufhin von Februar 2001 bis März 2006 Ständiges Mitglied des Parteikomitees der Provinz Tây Ninh. Er fungierte zwischen August 1999 und März 2006 als Leiter des Organisationskomitees des Parteikomitees der Provinz Tây Ninh und war daneben von Juni 2004 bis August 2010 Vorsitzender des Volksrates dieser Provinz. Nachdem er zwischen März 2006 und August 2010 stellvertretender Sekretär war, übernahm er von September 2010 bis Juli 2011 die Funktion als Sekretär des Parteikomitees der Provinz Tây Ninh.
Auf dem XI. Nationalkongress der KPV (12. bis 19. Januar 2011) wurde Nguyễn Văn Nên erstmals Mitglied des ZK der KPV und gehört diesem Parteigremium nach seinen Wiederwahlen auf dem XII. Nationalkongress (20. bis 28. Januar 2016) und auf dem XIII. Nationalkongress (25. Januar bis 1. Februar 2021) seither an. Zugleich war er zwischen Juli 2011 und Februar 2013 stellvertretender Leiter des Ständigen Ausschusses des Lenkungskomitees für das Zentrale Hochland (Tây Nguyên) sowie von März 2013 bis November 2013 stellvertretender Leiter der Propagandakommission des ZK. Am 14. November 2013 wurde er während der 6. Sitzung der Nationalversammlung als Nachfolger von Vũ Đức Đam Leiter des Regierungsbüros im Range eines Ministers und bekleidete dieses Amt bis zum 8. April 2016, woraufhin Mai Tiến Dũng ihn ablöste. Auf der ersten Sitzung des ZK nach dem XII. Nationalkongress wurde er im Januar 2016 auch zum Mitglied des Sekretariats des ZK gewählt. Daneben wurde er als Nachfolger von Trần Quốc Vượng am 4. Februar 2016 vom Politbüro zum Leiter des Büros des ZK ernannt und behielt diese Funktion bis zu seiner Ablösung durch Lê Minh Hưng am 11. Oktober 2020. Daneben war er in der vierzehnten Legislaturperiode vom 22. Mai 2016 bis zum 23. Mai 2021 Mitglied der Nationalversammlung (Quốc hội Việt Nam).
Am 17. Oktober 2020 löste Nguyễn Văn Nên Nguyễn Thiện Nhân als Sekretär des Parteikomitees von Ho-Chi-Minh-Stadt ab, mit rund 9 Millionen Einwohnern die größte Stadt und das wirtschaftliche Zentrum Vietnams. Des Weiteren wurde er am 31. Januar 2021 auf dem XIII. Nationalkongress auch zum Mitglied des Politbüro des ZK der KPV gewählt und gehört diesem obersten Führungsgremium der Partei seither an. Im derzeitigen XIII. Politbüro nimmt er in der Parteihierarchie den sechsten Rang ein.